# Matrona taoi
Matrona taoi là loài chuồn chuồn trong họ Calopterygidae. Loài này được Phan & Hämäläinen mô tả khoa học đầu tiên năm 2011.